# Ľubomír Švirloch
Ľubomír Švirloch (* 20. května 1953) je bývalý slovenský fotbalista, záložník.

## Fotbalová kariéra
V československé lize hrál za Tatran Prešov a ZŤS Petržalka. V československé lize nastoupil za Prešov ve 27 utkáních a odehrál 2287 minut. Dále hrál za Senicu a Inter Bratislava.

## Ligová bilance
| Ročník                                   | Zápasy | Góly | Minuty | Klub             |
| ---------------------------------------- | ------ | ---- | ------ | ---------------- |
| 1. československá fotbalová liga 1978/79 | 27     | 0    | 2.287  | TJ Tatran Prešov |
| 1. československá fotbalová liga 1981/82 | 12     | 0    | 783    | TJ ZŤS Petržalka |
| CELKEM                                   | 39     | 0    | 3070   |                  |